# Margot Drechsel
Margot Dreschel (Mengersdorf, Alemania; 17 de mayo de 1908 – Bautzen, junio de 1945) fue una SS Aufseherin (vigilante) de los Campos de concentración durante el Holocausto judío en la Segunda Guerra Mundial.

## Biografía
Antes de alistarse como Auxiliar en las SS, había trabajado en una oficina en Berlín. El 31 de enero de 1941, Margot Dreschel llegó al campo de concentración de Ravensbrück para empezar su curso de entrenamiento. Primero fue nombrada Aufseherin, un nivel bajo entre las guardianas femeninas de Ravensbrück, un campo de concentración primeramente para internar mujeres. Ella estuvo entrenando bajo las órdenes de la Oberaufseherin (supervisora senior) Johanna Langefeld en 1941, y rápidamente se convirtió en Rapportführerin (Capataz de Reporte), un rango medio entre las guardianas. El 27 de abril de 1942, Dreschel fue seleccionada para inaugurar el recién creado Campo de concentración de Auschwitz I en Polonia. Desde el principio fue una mujer muy devota del trabajo, estando bajo las órdenes de María Mandel. Dreschel fue también jefe de todas las oficinas de Auschwitz. Dreschel fue reportada como una mujer repelente, tal como señala una antigua prisionera de Auschwitz:

Y la Jefe del campo Dreschel estaba ahí, sus dientes sobresalían aun cuando tuviera la boca cerrada". Las prisioneras la describieron como una persona vulgar, delgada y desagradable. Después de la guerra, muchos prisioneros testificaron su trato brutal.

Regularmente se movilizaba entre Auschwitz I y Birkenau, estuvo envuelta en selecciones masivas de mujeres y niños que fueron enviados a las cámaras de gas. El 1 de noviembre de 1944, fue transferida al campo de concentración de Flossenbürg como Rapportführerin. En enero de 1945, se trasladó al campo de concentración de Ravensbruck y al subcampo de Neustadt-Glewe, escapando de ahí en abril de 1945, cuando cayó la Alemania nazi. En mayo de 1945, varios antiguos prisioneros de Auschwitz, la reconocieron en la carretera de la ciudad alemana de Pirna hacia Bautzen, la detuvieron y la entregaron a la Policía Militar Rusa. Los soviéticos la condenaron a muerte y la ejecutaron en la horca entre mayo y junio de 1945, en Bautzen.

## Apellidos alternativos
- Margot Drexler
- Margot Dreschler
- Margot Drechsel
- Margot Drexel